# Ктенопома Петеріка
Ктенопома Петеріка (Ctenopoma petherici) — тропічний прісноводний вид лабіринтових риб з родини анабасових (Anabantidae).
Опис виду був зроблений на основі зразків з колекції Джона Петеріка (англ. John Petherick, 1813—1882), валлійського торговця слоновою кісткою, який подорожував Східною та Центральною Африкою. На його честь ця ктенопома й отримала свою наукову назву.
В Африці люди ловлять цих риб для власного споживання.

## Таксономія
Альберт Гюнтер у своєму початковому описі поплутав два види. Лише одна з особин, яку він вважав дорослим екземпляром, є дійсно Ctenopoma petherici, три інших використані ним «молоді» зразки насправді належать до окремого виду — Ctenopoma muriei. Зразки з Габону, які Гюнтер згодом також зарахував до своєї Ctenopoma petherici, належать до близького виду Ctenopoma kingsleyae.
C. petherici і C. kingsleyae — два близьких і дуже схожих між собою види, їх важко розрізнити, їхні меристичні та морфологічні дані перекриваються. Основним фактором, що використовується для диференціації цих видів, є біогеографічний: Ctenopoma petherici поширена в зоні саван по всій Ніло-Суданській області, тоді як Ctenopoma kingsleyae зустрічається в лісових регіонах басейну Конго, Верхньої та Нижньої Гвінеї. В деяких районах їхні ареали перекриваються, але кожен з видів займає тут власну екологічну нішу. Дуже схожі з цими видами також Ctenopoma riggenbachi з Камеруну та Ctenopoma riggenbachi з Гани. Обидві вони відомі лише за голотипами, але, виходячи з їхнього географічного походження, можуть насправді належати до C. petherici.

## Опис
Максимальний відомий розмір: 17,4 см загальної довжини. Найбільший із 57 зразків, зловлених у річках південного сходу Кот-д'Івуару, за довжини 158 мм мав вагу 199 г.
Тіло доволі високе, його висота в 2,2-2,7 раза менша за стандартну (без хвостового плавця) довжину. Воно відносно видовжене, стиснуте з боків. Хвостове стебло дуже коротке, ледве позначене. Анальний отвір розташований безпосередньо перед першим твердим променем анального плавця.
Довжина голови в 2,7-3,2 раза менша за стандартну довжину. Діаметр ока в 3,6-5,3 раза, а міжорбітальна відстань у 2,4-3,0 рази менші за довжину голови. Профіль голови над орбітами очей плоский. Морда округла, її довжина дорівнює діаметру ока або трохи менша. Рот великий, кінцевий, скошений, нижня щелепа зовсім трохи виступає вперед, задній край верхньої щелепи заходить під першу третину ока. Обидві щелепи вкриті широкими смугами простих конічних ворсинчастих зубів, при цьому зовнішній ряд складається з більших зубів. Присутні також зуби на вомері та піднебінні. Є одна пора в міжорбітальній зоні, дві зовнішні ніздрі, передня з яких з короткою трубкою.
Зяброві кришки мають глибокий виріз у задньому краї, 4-16 коротких міцних зубчиків розташовані вище за нього, ще 3-10 — нижче. Сильно зазублена також підкришкова кістка, іноді зазублені й міжкришкова та передкришкова. 5-8 зябрових променів розташовані на нижній частині першої зябрової дуги. Лабіринтовий орган добре розвинений, складається з одного листка, але з багатьма складками.
У спинному плавці 16-19 твердих та 9-12 м'яких променів. Тверді промені міцні, їхня довжина збільшуються від першого до останнього, сягаючи врешті 40-50 % довжини голови. М'якопроменева частина плавця округла або притуплена на кінці, біля основи промені вкриті дрібними лусочками. Довжина найдовших м'яких променів сягає від половини до двох третин довжини голови. Анальний плавець за будовою схожий із спинним, має 8-11 твердих та 9-12 м'яких променів. Спинний та анальний плавці сягають хвостового, але не прилягають до нього. Хвостовий плавець округлий, біля основи вкритий великими ктеноїдними лусками, має 16 основних променів. Черевні плавці короткі, сягають щонайдалі першого твердого променя анального плавця, мають по 1 твердому й по 5 м'яких променів. Грудні плавці округлі, в 1,3-1,6 рази коротші за довжину голови, мають по 13-16 променів.
Добре розвинена бічна лінія, яка складається з двох частин. Все тіло й голова вкриті великими ктеноїдними лусками. 25-30 лусок у поздовжньому ряді, 13-17 у верхній бічній лінії та 9-14 у нижній, 10-11 лусок у вертикальному ряді. 25-27 хребців.
Забарвлення однотонне, тіло, голова й непарні плавці сірого, оливкового, коричнюватого або зеленкуватого кольору, майже позбавлені будь-якого малюнку, черево світліше. Біля основи хвостового плавця розташована велика округла чорна пляма. Вона добре помітна в молодих риб, але з віком стає нечіткою. Молодь взагалі забарвлена яскравіше, по тілу в неї розкидані окремі шоколадного кольору цятки. Сягаючи розміру 35-40 мм, риби втрачають темну пігментацію та плямистість. Ірис очей бронзового, мідного або червоного кольору. Грудні та черевні плавці безбарвні.
Стать у ктенопоми Петеріка розрізнити дуже важко, а в молодих риб взагалі неможливо. Зрілі самки мають повне черево, натомість дорослих самців вирізняє наявність так званих «шипованих полів», плями з настовбурчених лусок, розташованих безпосередньо за орбітою ока. Що старшими й більшими стають риби, тим чіткіше виявляються ці вторинні статеві ознаки.
Ctenopoma petherici та Ctenopoma kingsleyae — два дуже схожих між собою види. Відрізнити їх важко, обидва мають однакову зовнішність, а їхні морфологічні показники перекриваються. В C. petherici трохи вище тіло, луски дещо менші, морда більш загострена, очі більші, міжорбітальний простір ширший, а профіль голови сплощений над орбітою очей.

## Поширення
Ctenopoma petherici має ареал, характерний для багатьох видів риб ніло-суданського регіону. Мешкає на південь від Сахари від Сенегалу до Судану, найчастіше зустрічається в басейні річки Нігер. Надає перевагу районам саван.
В басейні Нілу вид був зафіксований у Білому Нілі (Бахр-ель-Джебель у верхній течії) та басейні його лівої притоки Бахр-ель-Газаль. Далі на захід ктенопома Петеріка поширена по всьому басейну озера Чад, але в самому озері зустрічається досить рідко. На території Західної Африки Ctenopoma petherici присутня в річках Сенегал, Гамбія та Казаманс на крайньому заході, по всьому басейну річки Нігер, за винятком її нижньої течії, в річці Бенуе. Вона також зустрічається в деяких річках Кот-д'Івуару, Гани, Того та Беніну, що течуть на південь і впадають в Атлантичний океан: Сасандра, Бандама, Комое, Вольта, Моно, Веме та ін. Проте ареал ктеномопи Петеріка в останньому регіоні нечіткий, він охоплює переважно місцини, де вторгнення саван розрізають смугу дощових лісів.
Також повідомлялося про присутність виду в Габоні.
Розрахункова площа території поширення Ctenopoma petherici становить 9055,5 тис. км².
Вид зустрічається на болотах, у ставках та інших стоячих водоймах, у руслах малих річок, у затоках, заплавах, на затоплених під час повені ділянках суходолу, в залишкових ізольованих водоймах, що утворюються після спадання води в сухий сезон.
Ктенопома Петеріка поширена на великій території, й серйозних загроз її існуванню невідомо.

## Спосіб життя
Бентопелагічний потамодромний вид риб. Живе зазвичай серед прибережних рослин, але може мешкати й у каламутних водоймах, майже повністю позбавлених рослинності. Температура: 22–26 °C.
Як і всі лабіринтові риби, ктенопома Петеріка використовує для дихання не лише кисень із води через зябра, а й може отримувати його з атмосферного повітря за допомогою спеціального лабіринтового органу, розташованого в надзябровій порожнині. Для цього вона регулярно спливає до поверхні за черговим ковтком повітря.
Вид всеїдний, виявляє гнучку харчову поведінку, досліджуючи як мулисте дно, так і товщу води та поверхню водойми. Основу раціону становлять комахи та їхні личинки, на другому місці стоїть рослинна їжа. Харчується також молюсками, дрібними ракоподібними та іншими безхребетними, уламками рослин, макрофітами, водоростями. Склад раціону залежить від наявності джерел їжі в конкретній водоймі й у конкретний сезон.
Розмножуватись ктенопома Петеріка починає в липні, з настанням повені, нерест продовжується під час високої води. Нереститься як у постійних водоймах, так і в сезонних заплавах.
Цікаву народну традицію практикують жителі боліт Зіо на заході Того. З настанням сухого сезону вони саджають цю витривалу рибу в глиняні горщики й тримають її там до настання вологого сезону й відповідно нового сезону рибальства. Тоді випускають ктенопом у річку, сподіваючись таким чином заспокоїти духа річки. Люди вірять, що такий ритуал сприяє успішному лову риби.

## Відео
- Ctenopoma videos No.67(Ctenopoma petherici) на YouTube by Ctenopoma&GMT Video storage